# Vanessa nubicola
Vanessa nubicola är en fjärilsart som beskrevs av Hans Fruhstorfer 1898. Vanessa nubicola ingår i släktet Vanessa och familjen praktfjärilar. Inga underarter finns listade i Catalogue of Life.